# جیرکویه
جیرکویه روستایی است در ۲۵ کیلومتری رشت مرکز گیلان و در ۲۰ کیلومتری انزلی و در ۴ کیلومتری خشکبیجار قرار دارد.
این روستا در بخش خشکبیجار با جمعیت ۲۳۰۰ نفر در سال ۱۴۰۲ می‌باشد. این روستا در ۵ کیلومتری ساحل حاجی بکنده قرار دارد. شغل اصلی مردم این روستا کشاورزی می‌باشد.
جیرکویه جزو دهستان حاجی بکنده بخش خشکبیجار شهرستان رشت می‌باشد. اب و هوای جلگه ای و معتدل مرطوب و دارای ۱۸۹۲ تن سکنه است. آب آن از نهر حاجی بکنده از سفیدرود و استخر و محصول آن برنج. شغل اهالی زراعت می‌باشد. جاده خشکبیجار به امین آباد از وسط روستا می‌گذرد. روستاهای سادات محله. شیشه گوراب. تازه آباد. ماشل اعلم در گذشته برای تأمین مایحتاج به بازارچه جیرکویه مراجعه می‌کردند
بزرگ‌ترین تولیدی ادوات کشاورزی و کارخانه شالیکوبی اتوماتیک (برادران عمادی) و بزرگ‌ترین سالن بدنسازی مدرن (بابک سکوتی) در محدوده روستایی متعلق به جیرکویه می‌باشد
از افراد نامدار روستای جیرکویه می‌توان به حمید هوشمند مربی و بازیکن فوتبال شهرداری رشت و مسعود فلاح داور بین‌المللی فوتبال در دهه ۷۰ ۸۰ و اوایل نود اشاره کرد